# Pelonne
Pelonne település Franciaországban, Drôme megyében. Lakosainak száma 25 fő (2022. január 1.). Pelonne Bellecombe-Tarendol, Rémuzat és Verclause községekkel határos.

## Népesség
A település népességének változása:
| Lakosok száma | 19   | 19   | 26   | 19   | 21   | 22   | 24   | 27   | 26   | 25   |
|               | 1968 | 1982 | 1990 | 2006 | 2013 | 2015 | 2017 | 2019 | 2020 | 2022 |